# 張皇后 (吳周)
张氏（?—?），即清朝平西王吴三桂的正妻，辽东人。生歿約為1615—1699。史称她“自奉俭约，常叹曰：‘昔作嫁衣裳，吾母尝吝一红裠，今若此，岂非命耶’！”她是吴应熊的生母，李自成、刘宗敏屠杀吴三桂一家时，张氏和儿子吴应熊跟随吴三桂在山海关，没有遇害。三藩之乱后，1678年，吴三桂称帝，封张氏为皇后。